# Maciej Kacer
Maciej Kacer (16 giugno 1983) è un pentatleta polacco.

## Palmarès
In carriera ha conseguito i seguenti risultati:
- Europei

Albena 2004: bronzo nel pentathlon moderno staffetta a squadre.